# Префектура Гифу
Гифу (Јапански:岐阜県; Gifu-ken) је префектура у Јапану која се налази у региону Чибу на острву Хоншу. Главни град је Гифу.